# チオシアン酸メチル
チオシアン酸メチル（methyl thiocyanate）は、化学式がC2H3NSで表される毒性の強い無色の液体である。アメリカの緊急計画及び地域の知る権利に関する法律によって極めて危険な物質としてリストされている。日本の消防法では危険物第4類第二石油類（非水溶性）に区分される。